# Europese PGA Tour 2014
De Europese PGA Tour 2014 was het 43ste seizoen van de Europese PGA Tour, sinds 1972, en de 6de editie van Race to Dubai. Het seizoen begon met het South African Open, in november 2013, en eindigde met het Dubai World Championship, in november 2014.
Er stonden 50 toernooien op de agenda, inclusief de Ryder Cup en enkele toernooien die zowel voor de Europese Tour als een andere Tour meetellen, zoals het US PGA kampioenschap, de Masters en het Maleisisch Open. Er staan ook enkele nieuwe toernooien op de agenda:
- EurAsia Cup presented bij DRB-HICOM in Maleisië
- Made in Denmark

## Kalender
| Data             | Data  | Toernooi                            | Baan                             | Land             | Winnaar                 | Score    | Score    | Info                      |
| 2013             | 2013  | 2013                                | 2013                             | 2013             | 2013                    | 2013     | 2013     | 2013                      |
| ---------------- | ----- | ----------------------------------- | -------------------------------- | ---------------- | ----------------------- | -------- | -------- | ------------------------- |
| 21-11            | 24-11 | South African Open Championship     | Glendower Golf Club              | Zuid-Afrika      | Morten Ørum Madsen      | 269      | –19      |                           |
| 28-11            | 01-12 | Alfred Dunhill Championship         | Leopard Creek Golf Club          | Zuid-Afrika      | Charl Schwartzel        | 271      | –17      |                           |
| 05-12            | 08-12 | Nedbank Golf Challenge              | Gary Player Country Club         | Zuid-Afrika      | Thomas Bjørn            | 268      | –20      |                           |
| 05-12            | 08-12 | Hong Kong Open                      | Hong Kong Golf Club              | Hongkong         | Miguel Ángel Jiménez    | 268      | –12      |                           |
| 12-12            | 15-12 | Nelson Mandela Championship         | Mount Edgecombe Country Club     | Zuid-Afrika      | Dawie van der Walt      | 195      | –15      |                           |
| 2014             |       |                                     |                                  |                  |                         |          |          |                           |
| 09-01            | 12-01 | Volvo Golf Champions                | Durban Country Club              | Zuid-Afrika      | Louis Oosthuizen        | 276      | –12      |                           |
| 16-01            | 19-01 | Abu Dhabi Golf Championship         | Abu Dhabi Golf Club              | V.A.E.           | Pablo Larrazábal        | 274      | –14      |                           |
| 22-01            | 25-01 | Commercialbank Qatar Masters        | Doha Golf Club                   | Qatar            | Sergio García           | 272      | –16      |                           |
| 30-01            | 02-02 | Dubai Desert Classic                | Emirates Golf Club               | V.A.E.           | Stephen Gallacher       | 272      | –16      |                           |
| 06-02            | 09-02 | Joburg Open                         | Royal J&K Golf Club              | Zuid-Afrika      | George Coetzee          | 268      | –19      |                           |
| 13-02            | 16-02 | Africa Open                         | East London Golf Club            | Zuid-Afrika      | Thomas Aiken po         | 264      | –20      |                           |
| 19-02            | 23-02 | WGC - Match Play Championship       | The Golf Club at Dove Mountain   | Verenigde Staten | Jason Day               | 23 holes | 23 holes |                           |
| 27-02            | 02-03 | Tshwane Open                        | The Els Club at Copperleaf       | Zuid-Afrika      | Ross Fisher             | 268      | –20      |                           |
| 06-03            | 09-03 | WGC - Cadillac Championship         | Doral Golf Resort & Spa          | Verenigde Staten | Patrick Reed            | 284      | –4       |                           |
| 13-03            | 16-03 | Trophée Hassan II                   | Golf du Palais Royal             | Marokko          | Alejandro Cañizares     | 269      | –19      |                           |
| 28-03            | 30-03 | EurAsia Cup                         | Glenmarie Golf & Country Club    | Maleisië         | gelijk (10-10)          |          |          | Nieuw toernooi            |
| 03-04            | 06-04 | NH Collection Open                  | Sotogrande                       | Spanje           | Marco Crespi            | 278      | –10      | Nieuw toernooi            |
| 10-04            | 13-04 | The Masters                         | Augusta National Golf Club       | Verenigde Staten | Bubba Watson            | 280      | –8       |                           |
| 17-04            | 20-04 | Maybank Malaysian Open              | Kuala Lumpur Golf & Country Club | Maleisië         | Lee Westwood            | 270      | –18      |                           |
| 24-04            | 27-04 | Volvo China Open                    | Genzon Golf Club                 | China            | Alexander Lévy          | 269      | –19      |                           |
| 01-05            | 04-05 | The Championship at Laguna National | Laguna Golf & Country Club       | Singapore        | Felipe Aguilar          | 266      | –22      | Eenmalig toernooi         |
| 08-05            | 11-05 | Madeira Islands Open                | Santo da Serra Golf Club         | Portugal         | Daniel Brooks           | 135      | –9       |                           |
| 15-05            | 18-05 | Open de España                      | PGA Catalunya Resort             | Spanje           | Miguel Ángel Jiménez po | 284      | –4       |                           |
| 22-05            | 25-06 | BMW PGA Championship                | The Wentworth Club               | Engeland         | Rory McIlroy            | 274      | –14      |                           |
| 29-05            | 01-06 | Nordea Masters                      | PGA of Sweden National           | Zweden           | Thongchai Jaidee        | 272      | -16      |                           |
| 05-06            | 08-06 | Lyoness Open 2014                   | Diamond Country Club             | Oostenrijk       | Mikael Lundberg         | 272      | –12      |                           |
| 12-06            | 15-06 | US Open                             | Pinehurst Resort                 | Verenigde Staten | Martin Kaymer           | 271      | –9       |                           |
| 19-06            | 22-06 | Iers Open                           | Fota Island Resort               | Ierland          | Mikko Ilonen            | 271      | –13      |                           |
| 26-06            | 29-06 | BMW International Open              | Golf Club Gut Lärchenhof         | Duitsland        | Fabrizio Zanotti po     | 269      | –19      |                           |
| 03-07            | 06-07 | Open de France                      | Le Golf National                 | Frankrijk        | Graeme McDowell         | 279      | –5       |                           |
| 10-07            | 13-07 | Scottish Open                       | Royal Aberdeen Golf Club         | Schotland        | Justin Rose             | 268      | –16      |                           |
| 17-07            | 20-07 | The Open Championship               | Royal Liverpool Golf Club        | Engeland         | Rory McIlroy            | 271      | –17      |                           |
| 24-07            | 27-07 | M2M Russian Open                    | Tseleevo Golf & Polo Club        | Rusland          | David Horsey po         | 273      | –13      |                           |
| 31-07            | 03-08 | WGC - Bridgestone Invitational      | Firestone Country Club           | Verenigde Staten | Rory McIlroy            | 265      | –15      |                           |
| 07-08            | 10-08 | US PGA Championship                 | Valhalla Golf Club               | Verenigde Staten | Rory McIlroy            | 268      | –16      |                           |
| 14-08            | 17-08 | Made in Denmark 2014                | Himmerland Golf Klub             | Denemarken       | Marc Warren             | 275      | –9       | Nieuw toernooi            |
| 21-08            | 24-08 | D+D Real Czech Masters              | Albatross Golf Resort            | Tsjechië         | Jamie Donaldson         | 274      | –14      |                           |
| 28-08            | 31-08 | Italiaans Open                      | La Mandria                       | Italië           | Hennie Otto             | 268      | –20      |                           |
| 04-09            | 07-09 | European Masters                    | Crans                            | Zwitserland      | David Lipsky po         | 262      | –18      |                           |
| 11-09            | 14-09 | KLM Open 2014                       | Kennemer Golf & Country Club     | Nederland        | Paul Casey              | 266      | –14      |                           |
| 18-09            | 21-09 | Wales Open                          | Celtic Manor Resort              | Wales            | Joost Luiten            | 270      | –14      |                           |
| 26-09            | 28-09 | Ryder Cup                           | The Gleneagles                   | Schotland        | Europa                  | 16½-11½  | 16½-11½  |                           |
| 02-10            | 05-10 | Alfred Dunhill Links Championship   | St Andrews Links                 | Schotland        | Oliver Wilson           | 271      | –17      |                           |
| 09-10            | 12-10 | Portugal Masters                    | Oceânico Golf                    | Portugal         | Alexander Lévy          | 124      | –18      | 36-holes (regenweer)      |
| 16-10            | 19-10 | Volvo World Match Play Championship | London Golf Club                 | Engeland         | Mikko Ilonen            | 3&1      | 3&1      | Runner-up: Henrik Stenson |
| 16-10            | 19-10 | Hong Kong Open                      | Hong Kong Golf Club              | Hongkong         | Scott Hend po           | 267      | –13      |                           |
| 23-10            | 26-10 | Perth International                 | Lake Karrinyup Country Club      | Australië        | Thorbjørn Olesen        | 271      | –17      |                           |
| The Final Series |       |                                     |                                  |                  |                         |          |          |                           |
| 30-10            | 02-11 | BMW Masters                         | Lake Malaren Golf Club           | China            | Marcel Siem po          | 272      | –16      |                           |
| 06-11            | 09-11 | WGC - HSBC Champions                | Sheshan Golf Club                | China            | Bubba Watson po         | 277      | –11      |                           |
| 13-11            | 16-11 | Turks Open                          | The Montgomerie Maxx Royal       | Turkije          | Brooks Koepka           | 271      | –17      |                           |
| 20-11            | 23-11 | Dubai World Championship            | Jumeirah Golf                    | V.A.E.           | Henrik Stenson          | 272      | –16      |                           |

| Major |  | po = winnaar na play-off |